# スマラプラ
スマラプラ (Semarapura) は、インドネシア共和国バリ州クルンクン県の首都。1995年にクルンクンからスマラプラと改名された。「スマラプラ市」 (Kota Semarapura) と呼ぶが、行政上は、クルンクン県クルンクン郡の
- スマラプラ・カジュ（北）村
- スマラプラ・カンギン（東）村
- スマラプラ・カウ（西）村
- スマラプラ・ケロッ（南）村
- スマラプラ・クロッカンギン（南東）村
- スマラプラ・トゥンガ（中）村

の6村に分かれる。
歴史上は1343年にバリがジャワのマジャパヒト王国の属国となり、1550年ごろからはバリ王国の首都はスマラプラの数キロ南のゲルゲル (Gelgel) におかれ、1690年ごろにゲルゲルから現在のスマラプラに遷都した。これがクルンクン王国の始まりである。その時代に作られた裁判所が現在も残るクルタゴサ (Kertha Gosa) である。また、1850年ごろに始まったオランダ軍によるバリ侵略により、クルンクンはバリに残された最後の王国となり、1908年にはオランダ軍と対峙した王族が集団自害によってその歴史を終えたという事件…ププタン (Puputan) があり、バリの王国時代が終わったという場所でもある。今日残っているププタン記念塔 (Monumen Puputan) はそれを記念するものである。